# Мешарі

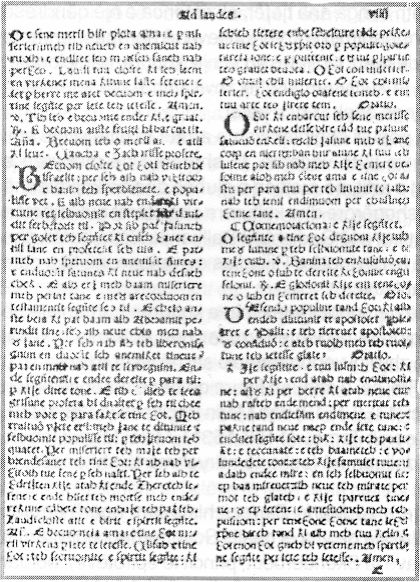
Витяг з Мешарі Джона Бузуку.

Мешарі (алб. Meshari — Міссал) — найстаріша опублікована книга албанською мовою. Книгу було написано католицьким священиком Джоном Бузуку 1555 року. Книга складається з 188 сторінок, запис ведеться у дві колонки. Мешарі є перекладом головних частин католицької літургії албанською. Вона містить літургії для головних релігійних свят року, коментарі з молитовної книги, витяги з Біблії, а також витяги з ритуалів та катехізму. Книгу було написано для того, щоб допомогти християнам у їх щоденних молитвах на релігійних службах. Єдина відома оригінальна копія цієї книги наразі зберігається у Ватиканській бібліотеці.
Мешарі написано гегським говором албанської з використанням латинського алфавіту з однією кириличною (ћ) та кількома зміненими літерами. У книзі представлено багатий словниковий запас, а орфографія та граматичні форми її мови видаються добре усталеними, що є показовим для ранньої традиції албанського письма. Діалект, що використано в Мешарі є однією з головних тем робіт Сельмана Різи.

## Знаходження книги
Мешарі було знайдено 1740 року Джоном Ніколою Казазі, потім втрачено й знову знайдено 1909 року. У 1930, книгу вперше було фотокопійовано Отцем Юстіном Ррота, котрий привіз копію до Албанії. 1968 року її було опубліковано разом з транслітераціями та коментарями лінгвістів.
Нижче наведено перший абзац зі вступу Мешарі, написаного Бузуку:

Я, Йоан, син Бенедикта Бузуку, часто розмірковуючи про те, що нашою мовою немає нічого зрозумілого зі Святого Письма, захотів заради наших людей спробувати, наскільки я здатний, освітити розуми тих, хто розуміє, тож що вони можуть осягнути яким великим і могутнім, і простимим є Господь наш до тих, хто любить його всіма своїми серцями. Я благаю вас від сьогодні частіше ходити до церкви щоб слухати слово Боже. Якщо ви робитимете це, нехай Господь помилує вас. Хай ті, хто страждав дотепер, не страждатимуть більше. Будьте обраними Господа нашого. Він буде з вами весь час якщо ви триматиметесь правди й уникатимете беззаконня. Роблячи так, Господь принесе вам надбання, бо врожаю вашого буде вистачати до збору винограду, а збору винограду до часу посіву. Я, більш того, бажаю скінчити мою роботу якщо на це ласка Божа. Я розпочав її в році 1554 в 12 день серпня й закінчив у році 1555 в день 12 серпня. Якщо випадково десь було зроблено помилки в будь-якій частині, я молю й благаю тих, хто є більш освіченим ніж я, виправити їх. Бо дивуватимусь якщо я зробив помилки, оскільки це моя найперша робота, велика та складна для викладу нашою мовою. Ті, хто її друкували, зіштовхувались зі складнощами й не могли уникнути помилок, оскільки я не був з ними весь час. Будучи настоятелем церкви я мусив служити у двох місцях. А зараз я благаю всіх вас помолитися за мене Господу.

## Подальше читання
- (серб.) Stanišić, Vanja (1990), Из историје примене словенске писмености за албански језик (From the History of Using the Slavic Literacy for Albanian Language) (PDF) (Serbian) , т. 1, Priština: Baština, архів оригіналу (PDF) за 9 січня 2021 {{citation}}: Cite має пусті невідомі параметри: |editorn=, |editorn-link=, |editorn-first= та |editorn-last= (довідка)